# Campionati europei di ginnastica ritmica 2015
I Campionati europei di ginnastica ritmica 2015 sono stati la 31ª edizione della competizione continentale. Si sono svolti a Minsk, in Bielorussia, dal 1º al 3 maggio 2015.

## Programma[1]
Orari in UTC+2
- Venerdì 1 maggio

10:00 Gruppi junior (5 palle)
14:00 Concorso individuale - Gruppo C (cerchio e palla)
16:00 Concorso individuale - Gruppo B (cerchio e palla)
18:15 Cerimonia d'apertura
19:15 Concorso individuale - Gruppo A (cerchio e palla)
- Sabato 2 maggio

10:00 Gruppi junior (5 palle)
12:25 Cerimonia di premiazione
14:00 Concorso individuale - Gruppo B (clavette e nastro)
16:15 Concorso individuale - Gruppo C (clavette e nastro)
18:15 Concorso individuale - Gruppo A (clavette e nastro)
20:10 Cerimonia di premiazione
- Domenica 3 maggio

11:00 Finale gruppi junior (5 palle)
11:55 Cerimonia di premiazione
13:30 Finali concorso individuale (cerchio e palla)
14:30 Cerimonia di premiazione
14:55 Finali concorso individuale (clavette e nastro)
15:55 Cerimonia di premiazione
16:20 Cerimonia di chiusura

## Podi

### Senior
| Evento             | Oro                                                          | Punti   | Argento                                         | Punti   | Bronzo                                                      | Punti   |
| Concorso a squadre | Russia Jana Kudrjavceva Margarita Mamun Aleksandra Soldatova | 150,173 | Bielorussia Kacjaryna Halkina Melicina Stanjuta | 144,556 | Ucraina Viktorija Mazur Hanna Rizatdinova Eleonora Romanova | 139,798 |
| Cerchio            | Margarita Mamun                                              | 19,000  | Melicina Stanjuta                               | 18,500  | Kacjaryna Halkina                                           | 17,950  |
| Palla              | Jana Kudrjavceva                                             | 19,066  | Margarita Mamun                                 | 18,950  | Melicina Stanjuta                                           | 18,466  |
| Clavette           | Jana Kudrjavceva                                             | 19,116  | Hanna Rizatdinova                               | 18,400  | Kacjaryna Halkina Melicina Stanjuta                         | 18,033  |
| Nastro             | Jana Kudrjavceva                                             | 18,900  | Melicina Stanjuta                               | 18,133  | Marina Durunda                                              | 18,000  |

### Junior
| Evento             | Oro | Punti  | Argento | Punti  | Bronzo                                                                                             | Punti  |
| Concorso a squadre | Russia Ekaterina Fedorova Anastasija Kalabina Marija Kravcova Ksenija Poljakova Angelina Škatova                            | 33,266 | Bielorussia Marharyta Avadzinskaja Alina Harnas'ko Anastasija Rybakova Aliaksandra Saladukha Hanna Švajba Karyna Jarmolenka | 32,733 | Israele Ofir Dayan Adi Luiza Kurasov Kseniya Silin Nicol Voronkov Nicol Zelikman                   | 32,366 |
| 5 palle            | Bielorussia Marharyta Avadzinskaya Alina Harnas'ko Anastasija Rybakova Aljaksandra Saladuvha Hanna Švajba Karyna Jarmolenka | 16,733 | Russia Ekaterina Fedorova Anastasija Kalabina Marija Kravcova Ksenija Poljakova Angelina Shkatova                           | 16,600 | Bulgaria Teodora Aleksandrova Vivian Černookova Madlen Radukanova Madlen Sergeeva Staniela Jovčeva | 16,166 |

## Medagliere
| Pos.   | Paese       | Oro | Argento | Bronzo | Totale |
| ------ | ----------- | --- | ------- | ------ | ------ |
| 1      | Russia      | 6   | 2       | 0      | 8      |
| 2      | Bielorussia | 1   | 4       | 4      | 9      |
| 3      | Ucraina     | 0   | 1       | 1      | 2      |
| 4      | Azerbaigian | 0   | 0       | 1      | 1      |
| 4      | Israele     | 0   | 0       | 1      | 1      |
| 4      | Bulgaria    | 0   | 0       | 1      | 1      |
| Totale | Totale      | 7   | 7       | 8      | 22     |